# List do Aleksandryjczyków
List do Aleksandryjczyków – apokryficzny list przypisywany św. Pawłowi, wymieniony w Kanonie Muratoriego jako dzieło marcjonitów. Nie zachował się do naszych czasów.

## Hipoteza
Niemiecki biblista Theodor Zahn wysunął hipotezę, że List do Aleksandryjczyków zachował się w sakramentarzu i lekcjonarzu z Bobbio z VII wieku (lub VIII) jako I czytanie we mszy wotywnej. Hipoteza ta jest jednak kwestionowana. Krótki utwór, pisany bardzo słabą łaciną zatytułowany jest jako List Pawła Apostoła do Kolosan i nie zawiera elementów marcjonistycznych.